# УСУ
УСУ (по-рано известен под името Учи Свободен с Убунту) е жив/инсталационен диск с операционна система и свободен софтуер.

## История и развитие
Проектът УСУ е вдъхновен от друг проект, свързан с използването на свободен софтуер в образованието – Учи Свободен. Идеите, заложени в него, са приети и доразвити в стремежа да се предложи завършена среда от операционна система и подбрани полезни приложения за употреба в образователната сфера и за ежедневни нужди. Понастоящем са предлагани три варианта на УСУ:
- УСУ Десктоп – вариант с най-голямо количество допълнителен софтуер, с поставен акцент върху образователните приложения. Подходящ за използване в домашни условия и в учебни заведения.
- УСУ Мини – основен вариант на УСУ, съдържащ само най-необходимите приложения на ежедневна употреба, както и всички характерни особености на УСУ. Подходящ за използване в домашни условия и от бизнеса.
- УСУ Нетбук – вариант на УСУ Мини, оптимизиран за използване върху системи с малък екран и ограничено дисково пространство, като нетбук и неттоп системи.

Първата версия излиза на 18 януари 2008 г. и е базирана на една от най-популярните Linux-дистрибуции – Ubuntu Linux. Тя е последвана от следните версии:
- версия 1.2 – 5 април 2008
- версия 2.0 – 10 август 2008
- версия 2.1 – 14 януари 2009
- версия 3.0 – 21 юни 2009
- версия 4.0 – 18 януари 2010
- версия 5.0 – 4 юли 2010 излизат УСУ Десктоп и УСУ Мини, 12 юли 2010 излиза УСУ Нетбук
- версия 5.1 – 1 септември 2010 излизат УСУ Десктоп и УСУ Мини
- версия 5.2 – 9 септември 2010 излизат УСУ Десктоп и УСУ Мини
- версия 6.0 – 7 декември 2010 излизат УСУ Десктоп и УСУ Мини
- версия 6.0 – 12 декември 2010 излиза УСУ Нетбук
- версия 6.1 – 16 февруари 2011 излизат УСУ Десктоп и УСУ Мини
- версия 6.2 – 14 март 2011 излизат УСУ Десктоп и УСУ Мини
- версия 7.0 – 26 юни 2011 излиза УСУ Мини – първото издание, предлагащо официална 64-битова поддръжка в допълнение към стандартната 32-битова
- версия 8.1 – 21 август 2012 излиза УСУ Мини с нова работна среда – KDE. Поддържа 32-битови и 64-битови процесори. Версията скача от 7.0 на 8.1, защото 8.0 е тестова версия, която не се поддържа, и не се разпространява официално като ISO файл.
- версия 8.1 – 22 септември 2012 излиза УСУ Десктоп.
- версия 8.2 – 30 януари 2013
- версия 8.3 – 12 юни 2013
- версия 9.0 – 24 май 2014 само УСУ Мини
- версия 9.1 – 7 август 2014 УСУ Мини и УСУ Десктоп
- версия 9.2 – 23 април 2015 УСУ Мини

## Особености

### Употреба
Базирайки се на Ubuntu, УСУ се характеризира с:
- големи хранилища за програми
- работна среда KDE
- лесен контрол и управление на средата
- възможност за локализация на над 40 езика включително и български
- висока степен на защита от вируси и друг зловреден софтуер

Допълнително от това УСУ предлага следните отличаващи го характеристики:
- локализирана на български език среда
- предварително инсталиран образователен софтуер (няколко десетки програми), обособен в 14 различни области на познанието
- допълнително инсталиран софтуер, предназначен да обхване по-пълно типичните ежедневни нужди на потребителите
- допълнителни настройки и допълнения, улесняващи потребителите при извършване на някои често срещани дейности
- помощно ръководство на български език, съобразено с начинаещите потребители, които имат малък или никакъв предишен опит с GNU/Linux
- възможност за създаване жив USB Flash носител
- възможност за промяна и създаване на личен вариант на УСУ като жив диск
- онлайн форум и помощна документация на български език

### Разпространение
В текущата фаза от развитието си УСУ предлага ISO файлове за изтегляне от страницата на проекта.

### Типове
УСУ е предназначен за PC-базирани компютри, и като такъв всички негови издания поддръжат 32-битови процесори.
От УСУ 7 е осигурена и официална 64-битова поддръжка в допълнение към 32-битовата.
Предишните издания УСУ Мини 5.2 и УСУ Мини 6.0 имат само неофициална (и експериментална) 64-битова поддръжка.

### Общност
- Официални форуми за поддръжка

#### Чуждестранни връзки
- Форумите на Ubuntu

#### Български връзки
- Официална страница на проекта
- Свободна култура и свободен софтуер – множество статии и ръководства, свързани с използването на УСУ и всякакъв друг свободен софтуер (от създателите на УСУ)
- Онлайн помощно ръководство
- Учи свободен – използването на свободен софтуер в образованието

## Системни изисквания
УСУ има следните приблизителни системни изисквания:
- процесор с честота поне 900 MHz
- минимум 384 MB системна памет (512 MB, ако се използва като жив диск без SWAP)
- около 7 GB свободно място на твърдия диск (само при избор на инсталация)
- DVD устройство
- монитор с разделителна способност поне 640х480, а за нормална работа 800х600 px и нагоре
- видео карта, способна да изобразява поне 16 битови цветове и разделителна способност 640х480 px (препоръчително – 800х600 и нагоре)

## Снимки

### УСУ 8.1
- Работната среда
- Мултимедия

### УСУ 7
- Работната среда
- Мултимедия
- Офис приложения
- Интернет
- Разработка на софтуер

### УСУ 6
- Работната среда на УСУ Десктоп и УСУ Мини
- Мултимедия
- Файлов мениджър
- Редактор на изображения
- Превключване между работещи приложения
- Интернет
- Меню с образователни приложения
- Офис пакет

### УСУ 5
- Работната среда на УСУ Нетбук 5.0
- Електронна таблица в УСУ Нетбук 5.0
- Ръкописни бележки в УСУ Нетбук 5.0